# 成都兴城集团
成都興城投資集團有限公司，簡稱成都興城集團（英語：Chengdu Xingcheng Investment Group Co., Ltd），在1950年，當時成都市政府成立前身「成都市人民政府建築工程局」，而2003年，於總部成都設立前身「成都市興南投資有限公司」，業務在中國內地和全球經營金融、建築、房地產、醫療、休閒和鄉村振興行業。

## 历史[2]
1950年，設立前身「成都市人民政府建築工程局」。
1954年3月，更名「成都市第一建築工程公司」。
1963年，更名「成都市人民政府建築工程管理局」，同時旗下7家施工單位合併，更名「成都市建築工程公司」。
1998年8月，成立「成都建工路橋建設有限公司」
2003年5月15日，更名「成都建築工程集團總公司」。
2003年12月5日，設立前身「成都市興南投資有限公司」。同年12月16日，設立前身「成都市興東投資有限公司」。
2008年2月14日（情人節日子），上述2家公司合併為「成都市興城投資有限公司」。
2012年2月8日，更名「成都興城投資集團有限公司」。
2017年，以30億元人民幣收購「成都建築工程集團總公司」，更名「成都建工集團有限公司」，直至2018年9月完成。
2018年3月20日，接管成都錢寶足球俱樂部（即现在的成都蓉城足球俱樂部）。
2019年1月21日，透過旗下「成都醫療健康投資集團有限公司」收購紅日藥業；同年3月21日，以15.66億元人民幣收購中化岩土29.19%股份。
2020年3月11日，以156億元人民幣，收購從已結業的安邦保險集團所持有35%股份的成都農商銀行。
2022年8月3日，成都興城集團被美國財富雜誌全球500強，排名為466位，以305.526億美元營業額，利潤為3.418億美元，資產為1482.961億美元，總合計股東權益為97.864億美元，股東權益收益率為3.5%，淨資產收益率為0.2%，營業額收益率為1.1%，是繼新希望集團進入全球500強行列後，再有第二家四川企業進入。
2023年8月2日，成都興城集團被美國財富雜誌全球500強，排名為493位，比上年下降27位，以313.04億美元營業額，利潤為1.86億美元，資產為1576.435億美元，總合計股東權益為102.118億美元，股東權益收益率為1.8%，淨資產收益率為0.1%，營業額收益率為0.6%。